# Aiguille du Jardin
Die Aiguille du Jardin ist ein 4035 m hoher Gipfel im Massiv der Aiguille Verte im französischen Teil der Mont-Blanc-Gruppe. Er hat eine Schartenhöhe von 37 Metern und eine Dominanz von 0,2 Kilometern zur Grande Rocheuse. Zum ersten Mal bestiegen wurde der Gipfel am 1. August 1904 durch E. Fontaine, Jean Ravanel und Léon Tournier.
Bewertet werden die Gesamt-Schwierigkeiten heute mit Schwierig (S) und beim Klettern mit IV.